# Jordaanmuseum

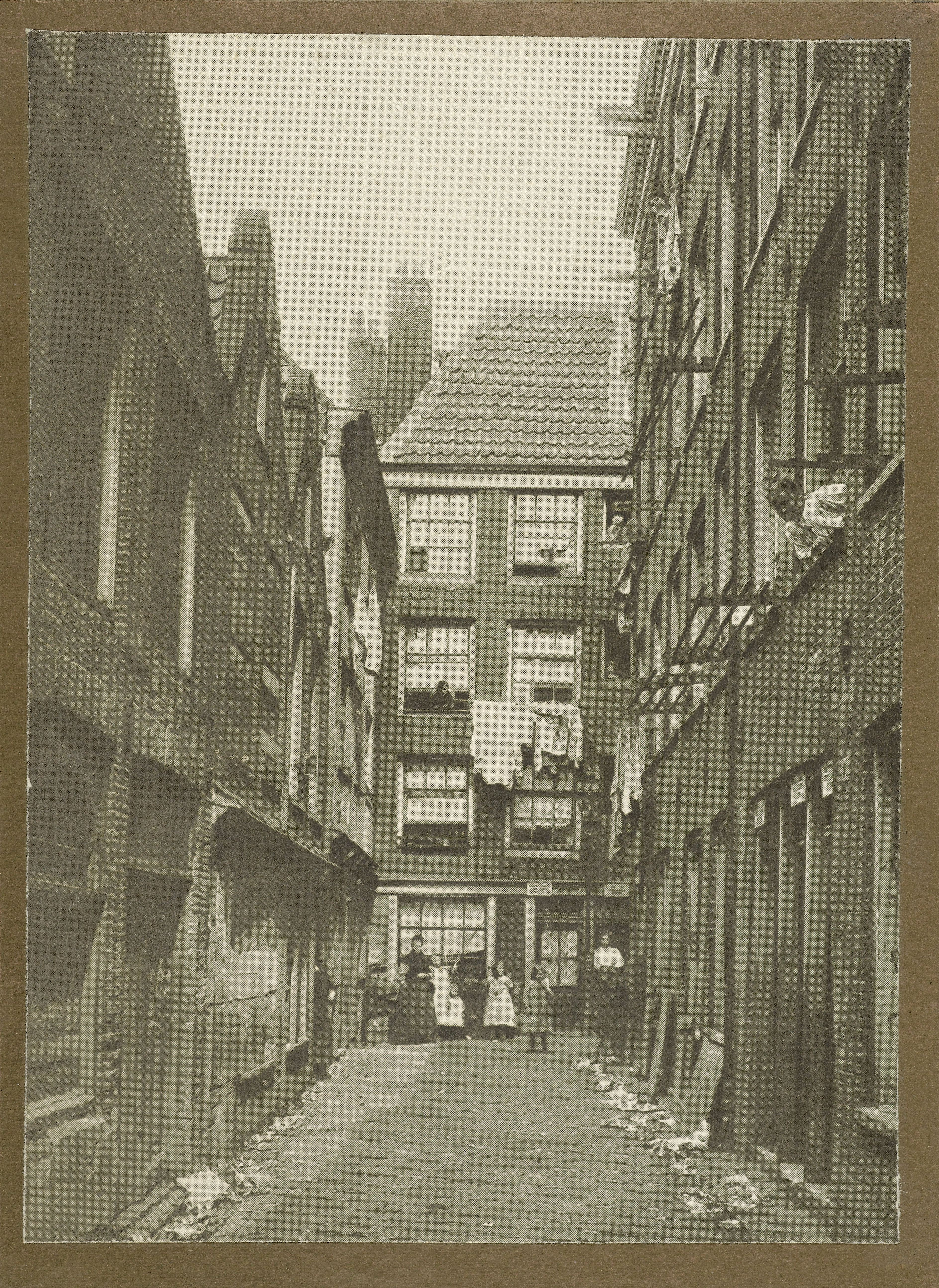
Een mooie afdruk op Website Rijksmuseum, maar met onjuiste gegevens. Hoe deze foto te verwijderen?

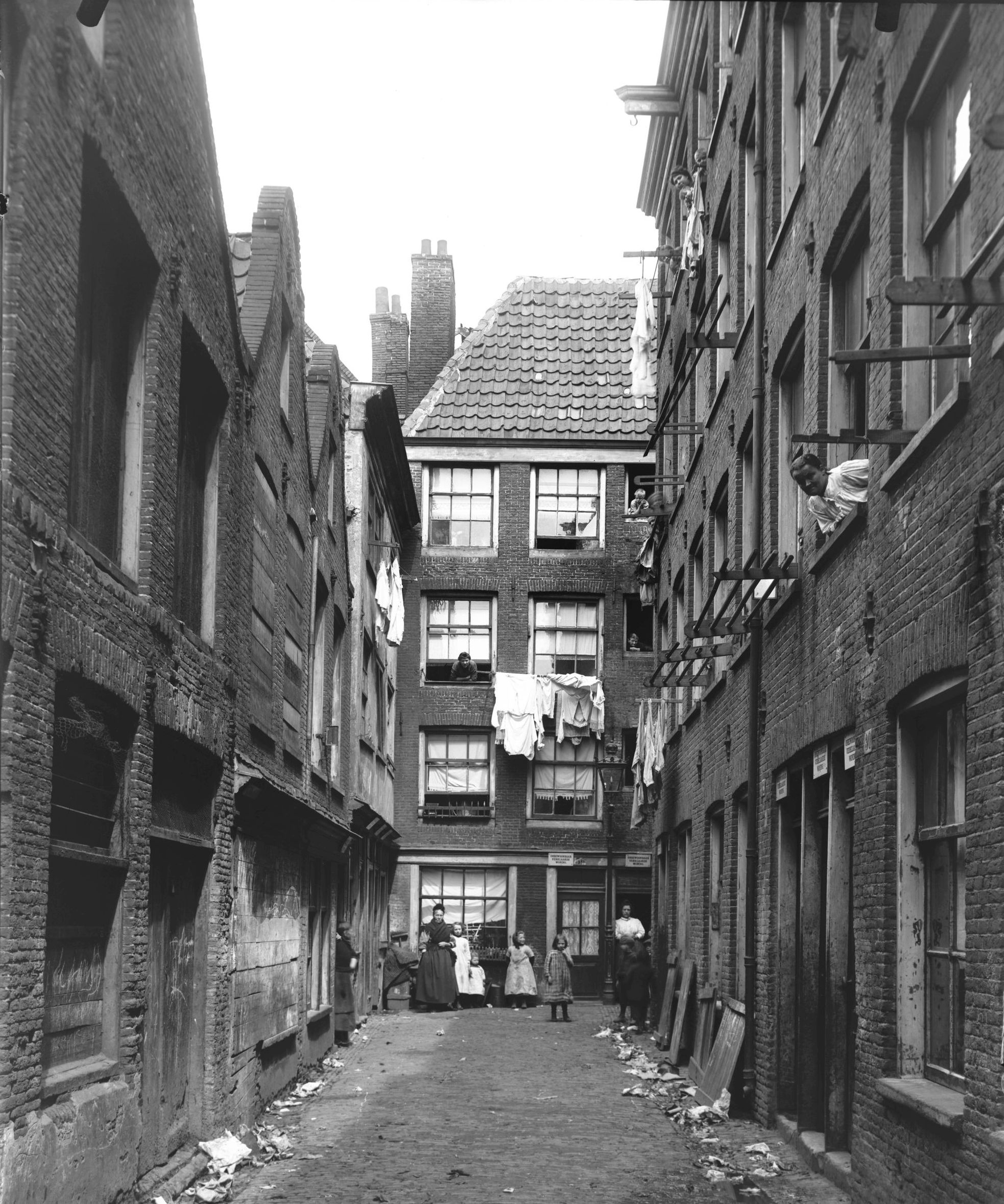
Wijde Gang, Willemsstraat 24-68A

Het Jordaanmuseum is een ideële organisatie die zich ontfermd over het erfgoed van de Amsterdamse wijk de Jordaan. De Stichting Jordaanmuseum is in 2007 opgericht. Medewerkers zijn betrokken bij onderzoek naar de ontstaansgeschiedenis van de wijk en naar haar lotgevallen gedurende het meer dan 600-jarige bestaan van de wijk, en haar voorgeschiedenis. Tijdens presentaties (tentoonstellingen, rondleidingen, en themabijeenkomsten) wordt aan de hand van documenten, verhalen en foto's haar cultuurgeschiedenis belicht en worden bewoners en oud-bewoners gestimuleerd verhalen en informatie te delen. Zo wil de stichting het materiële en immateriële erfgoed van deze bijzondere wijk, één van de vier megaprojecten van de Derde Uitleg, onder de aandacht brengen en waar mogelijk toegankelijk maken. Diverse projecten zijn opgezet om dat te bereiken.

## Museumwoning
Het museum was van oktober 2015 tot 31 december 2016 gedurende veertien maanden gehuisvest in een 19de-eeuws pand, Palmstraat 92A. Woningcorporatie Ymere had deze woning ter beschikking gesteld ter gelegenheid van de herdenking van 100 jaar Volkshuisvestingsbeleid van de gemeente Amsterdam. Het pand was onbewoonbaar en zou na de museumperiode grondig worden opgeknapt. Het bestond uit een voormalige woonkelder en een bel-etage. Oud-bewoners en omwonenden hielpen mee het museum vorm te geven. Het werd een startplek voor excursies in de Jordaan, zoals wandelingen en fietstochten langs projecten van vroege vormen van volkshuisvesting. Op de bel-etage werden lezingen, presentaties en tentoonstellingen gehouden. 
Het souterrain was als kelderwoning ingericht. Hier konden bezoekers ervaren wat het betekende te wonen in een "onbewoonbaar verklaarde" kelderwoning van amper 1,80 m hoog. Aandacht was er in de kelder voor de mensen die leefden in panden aan de gangen in de Jordaan, waarvan er een aantal bezocht konden worden tijdens de excursies.

## Gangenproject, Willemsstraat 22 - 110
Eeuwenlang huisden verreweg de meeste bewoners van de Jordaan aan de gangen die samen met binnenplaatsjes en aangrenzende panden 'forten' werden genoemd. In 1755 telde de Willemsstraat 57 gangen. Meer dan 80 procent van de bewoners huisde achter de gevelwanden. Eind negentiende, begin twintigste eeuw vervielen de forten tot krotten en sloppen. Bovendien werden aan gangen, die soms nog geen meter breed waren, panden met vier etages gebouwd. Zo konden licht en lucht de woningen niet bereiken. De leefomstandigheden waren toen in deze sloppen erbarmelijk, de armoede schrijnend.

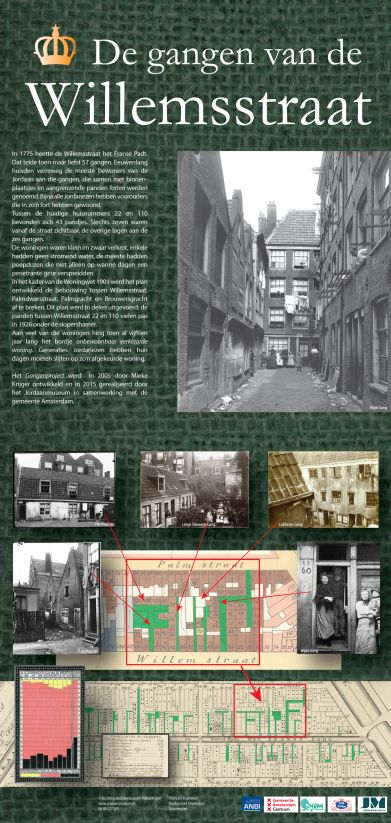
Informatie paneel, onderdeel van Het Gangenproject-Willemsstraat 22-110

Om de bebouwingsstructuur van de forten zichtbaar te maken, is in de Willemsstraat Het Gangenproject gerealiseerd. Tussen de nummers 22 en 110 waren zes gangen die, evenals de aangrenzende percelen, in de stoep zijn gemarkeerd. Op informatietegels in de stoep, voor de zes gangen, en op een paneel van maar liefst 287 x 150 cm op de zijgevel van het pand nummer 22 staat contextinformatie.

## Gangennaambordenproject
Naamborden bij gangen in de Willemsstraat en elders in de Jordaan maken deel uit van het Gangenproject. In de Jordaan waren veel gangen en slechts enkele stegen (zie Gang (steeg)).  Omdat veel gangen vernoemd zijn naar ambachten die er begin zeventiende eeuw werden uitgeoefend - meer dan 30% van de gangen - roepen deze namen het ambachtelijke verleden van de Jordaan in herinnering.  
De eerste vijf naamborden werden onthuld tijdens Open Monumentendag, september 2015. Na een inspraak van de Stg. Jordaan Museum bij de Raadscommissie Kunst, Diversiteit en Democratisering (KDD) op 15 mei 2019 heeft de gemeente ook elders in de wijk gangen bebord.

## Tentoonstelling De Jordaancultuur
De permanente tentoonstelling De Jordaancultuur is ingericht in de publieksruimten van woonzorgcentrum De Rietvinck. Deze expositie gaat over oproeren in de Jordaan, over hartstochten, armoede, vertwijfeling en verzet. Daar zijn revues en liedjes over geschreven die op straat en in de vele theaters werden opgevoerd. Speciale aandacht is er voor de schrijver Israël Querido, die begin twintigste eeuw leefde te midden van al de vrouwen en mannen die model hebben gestaan voor de personages in zijn boeken.
Voor deze tentoonstelling tekende beeldend kunstenaar Anke Louwerse portretten van Jordanezen en Theo Uytenhaak maakte drie series fotoportretten.